# Square de la Tour-Saint-Jacques
Le square de la Tour-Saint-Jacques est un espace vert situé dans le quartier Saint-Merri du 4e arrondissement de Paris. 

## Situation et accès
Il s'étend sur un rectangle de 6 016 m2 bordé au nord par la rue de Rivoli (dont c'est l'adresse officielle au no 39), au sud par l'avenue Victoria, à l'ouest par le boulevard de Sébastopol, et l'est par la rue Saint-Martin.
Le square de la tour Saint-Jacques est desservi par les lignes 1, 4, 7, 11 et 14 à la station Châtelet et les lignes 1 et 11 à la station Hôtel de Ville et par les lignes de RER A, B et D à la gare de Châtelet - Les Halles.

## Historique
Après la destruction de l'église Saint-Jacques-la-Boucherie s'élevait au pied de l'ancien clocher le marché Saint-Jacques. La tour était accessible depuis le marché et depuis la rue du Petit-Crucifix qui la longeait à l'ouest.
Créé en 1856 après le rachat du terrain par la ville de Paris en 1836, c'est le premier square parisien, clos de grilles, aménagé et réalisé par Adolphe Alphand, dans le cadre des grands aménagements haussmanniens d'amélioration de l'hygiène et de la circulation dans le centre de Paris. La création du square nécessite la disparition de la rue du Petit-Crucifix.
Le square est conçu autour de la tour Saint-Jacques érigée au XVIe siècle dans le style gothique flamboyant, remaniée pour l'occasion en fabrique par Théodore Ballu. Parmi les éléments d'intérêt, le square abrite depuis 1857 la statue de Blaise Pascal (en raison des expériences sur la pression atmosphérique qu'il fit dans la tour) réalisée par Jules Cavelier et, depuis 1955, le Monument à Gérard de Nerval (en souvenir de son suicide par pendaison sur la place du Châtelet) composé d'un médaillon et d'une pierre où sont gravés des vers du poète.

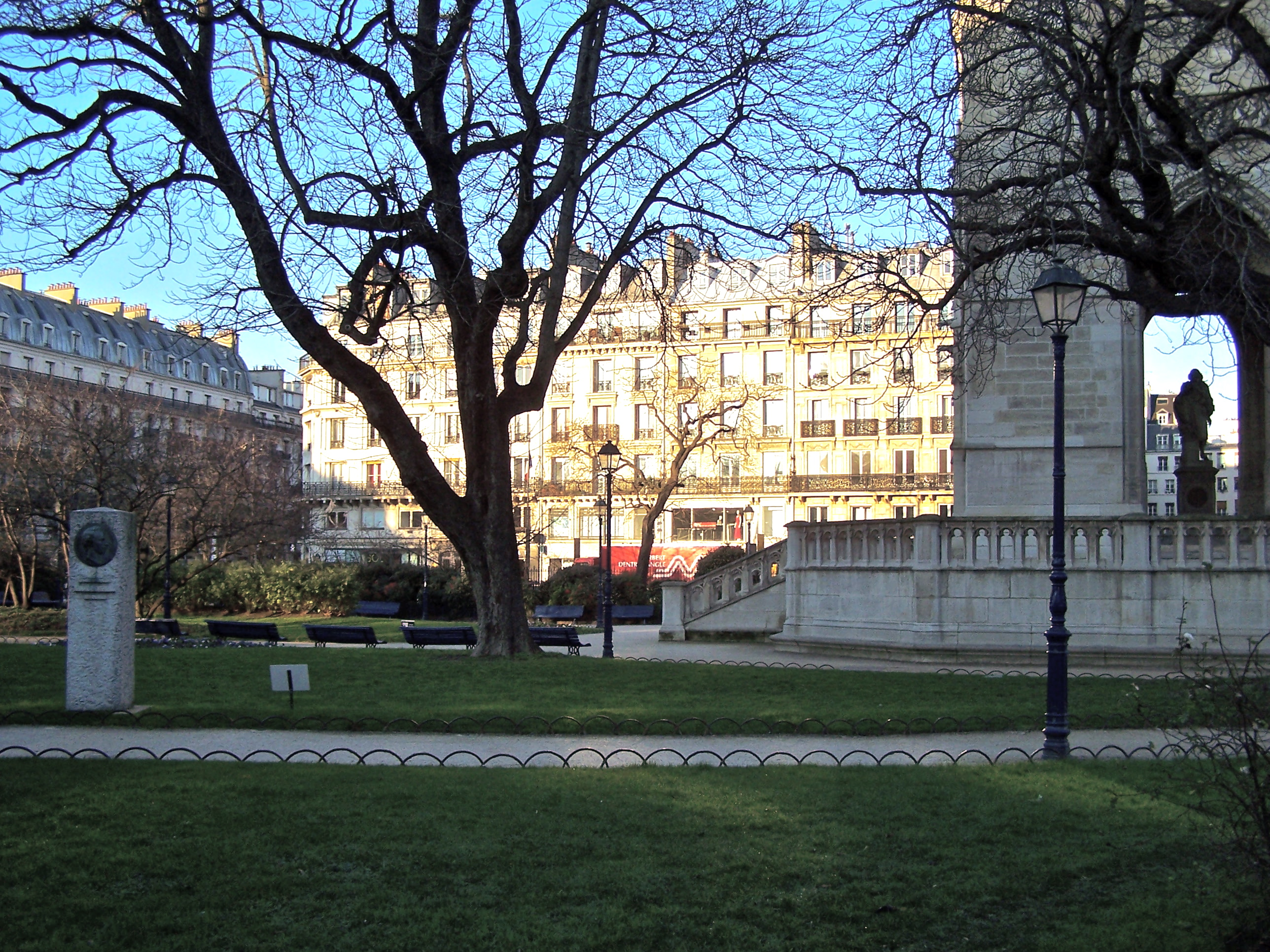
Vue générale avec la tour, la statue de Pascal et le monument à Nerval.
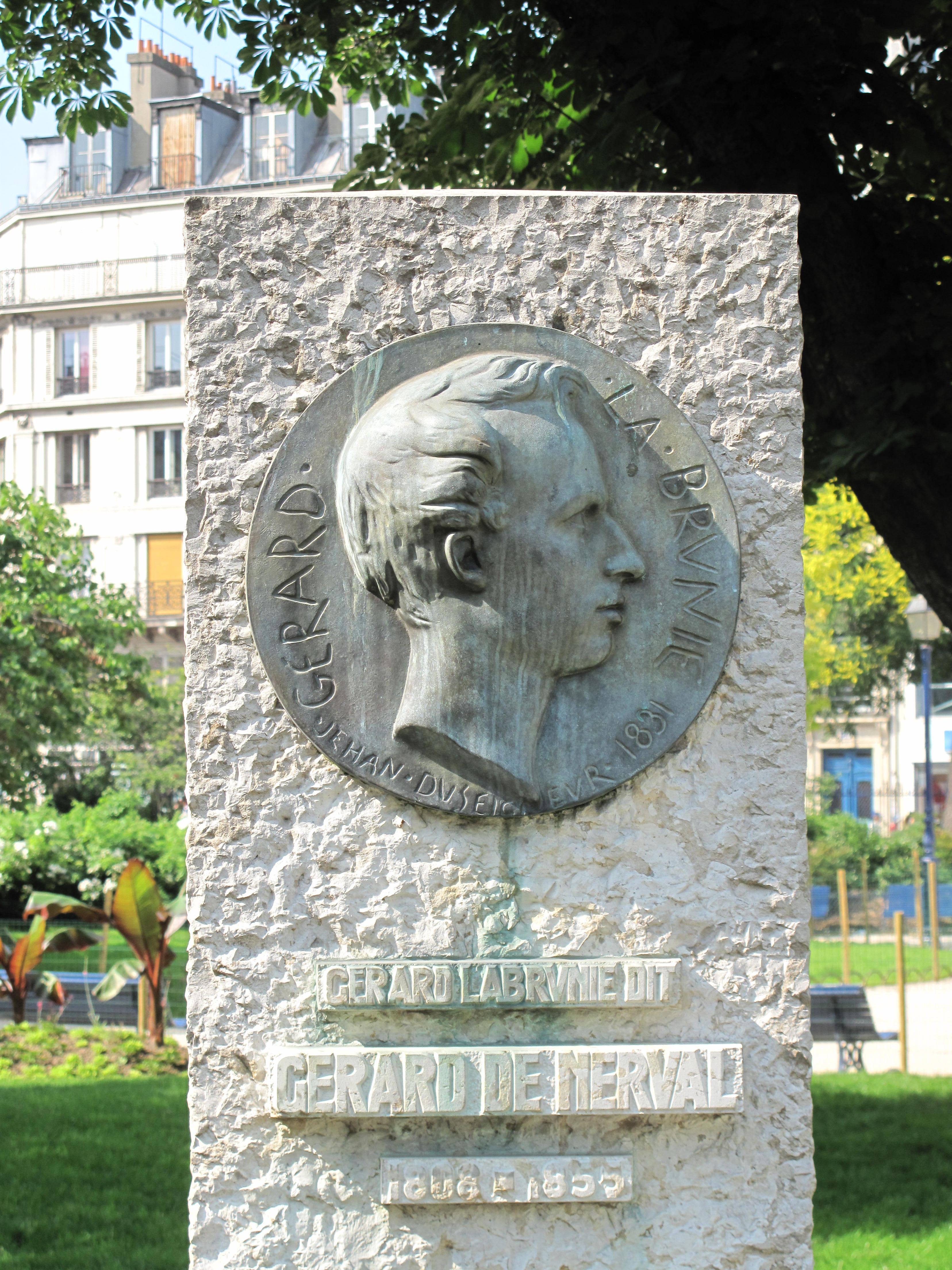
Plaque commémorant Gérard de Nerval.
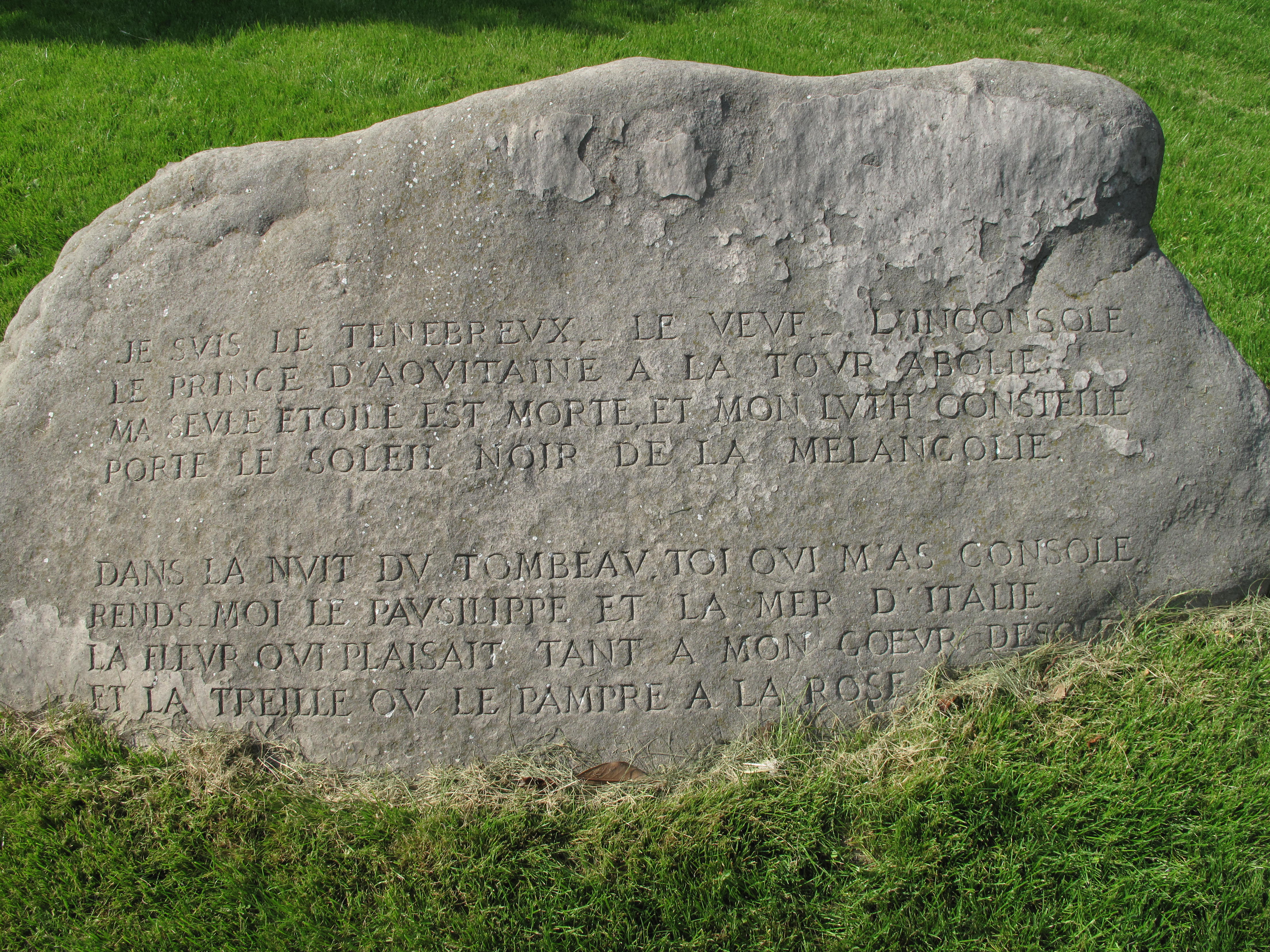
Pierre gravée avec un extrait du poème El Desdichado de Gérard de Nerval.
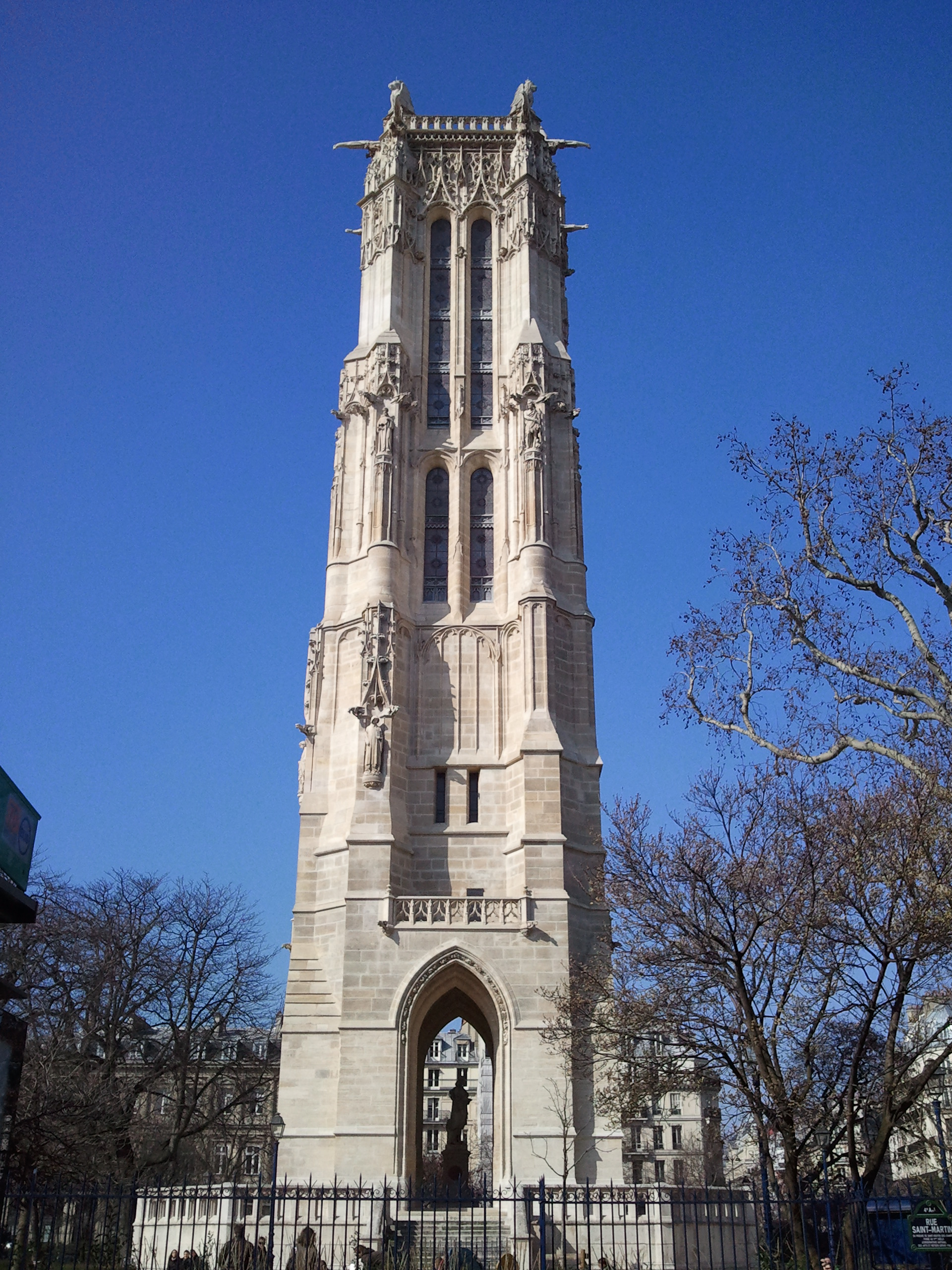
La tour Saint-Jacques qui donne son nom au square.

Le 7 juin 1990, l'un des sentiers du square est renommé en « allée Waslaw-Nijinsky » en souvenir du danseur des Ballets russes qui se produisit notamment au proche théâtre du Châtelet dans les années 1910-1920.
Il est une première fois restructuré en 1997. Puis, de 2006 à 2009, le square, ainsi que la tour Saint-Jacques, sont restaurés. De nouvelles plantations furent faites dont notamment le mûrier blanc « Laissons-les grandir ici », planté en avril 2008 par les autorités municipales en présence de la première adjointe au maire, Anne Hidalgo, pour soutenir l'action de l'association du Réseau éducation sans frontière. Il existe une autre variété de mûrier dans le square, le mûrier à papier. Depuis 2016, le square infesté de rats doit régulièrement être fermé au public afin de subir une sévère dératisation.

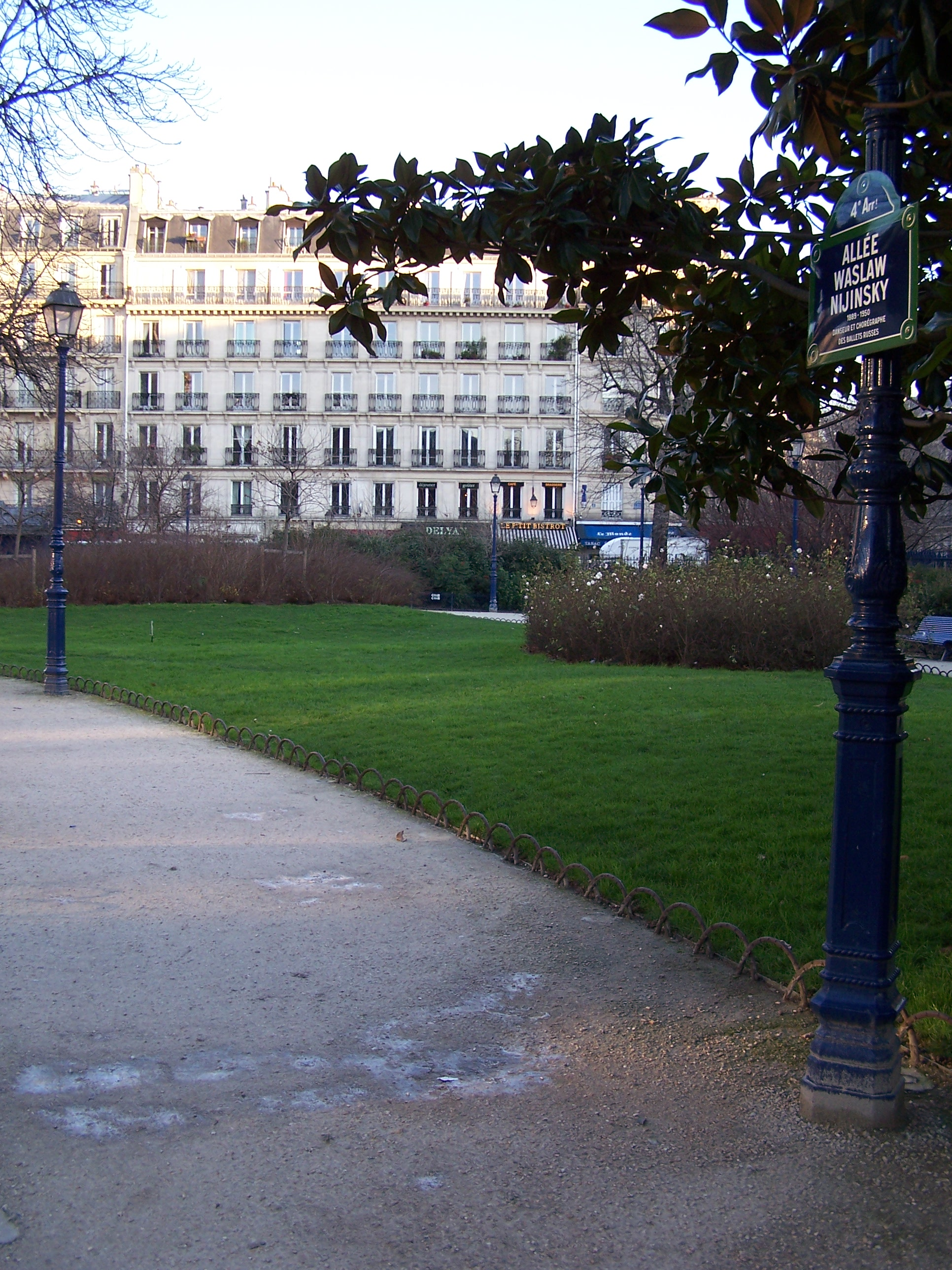
L'allée Waslaw-Nijinsky.
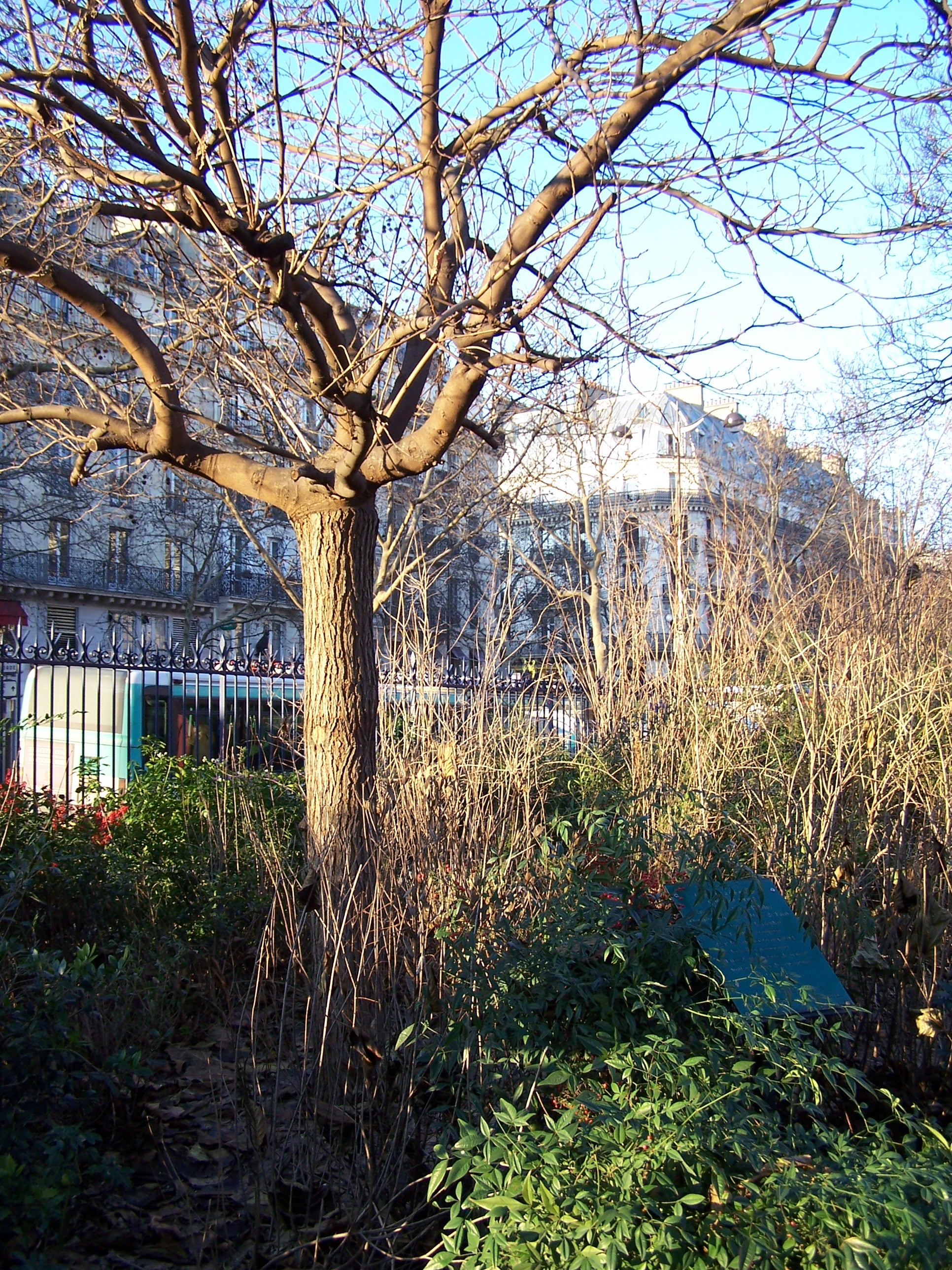
Le mûrier blanc « Laissons-les grandir ici » du Réseau éducation sans frontière.
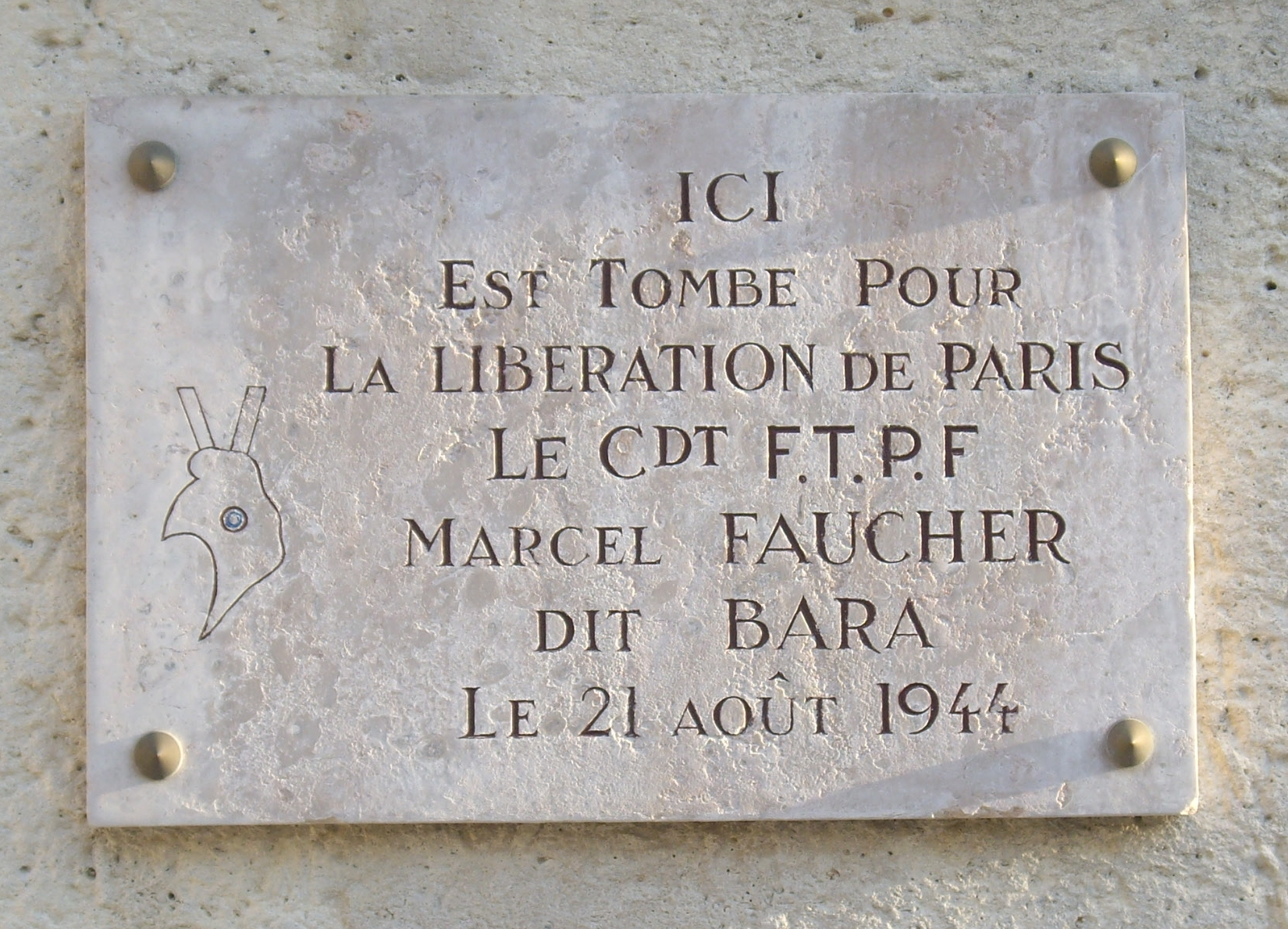
Plaque en hommage à Marcel Faucher, mort pour la Libération de Paris (1944).
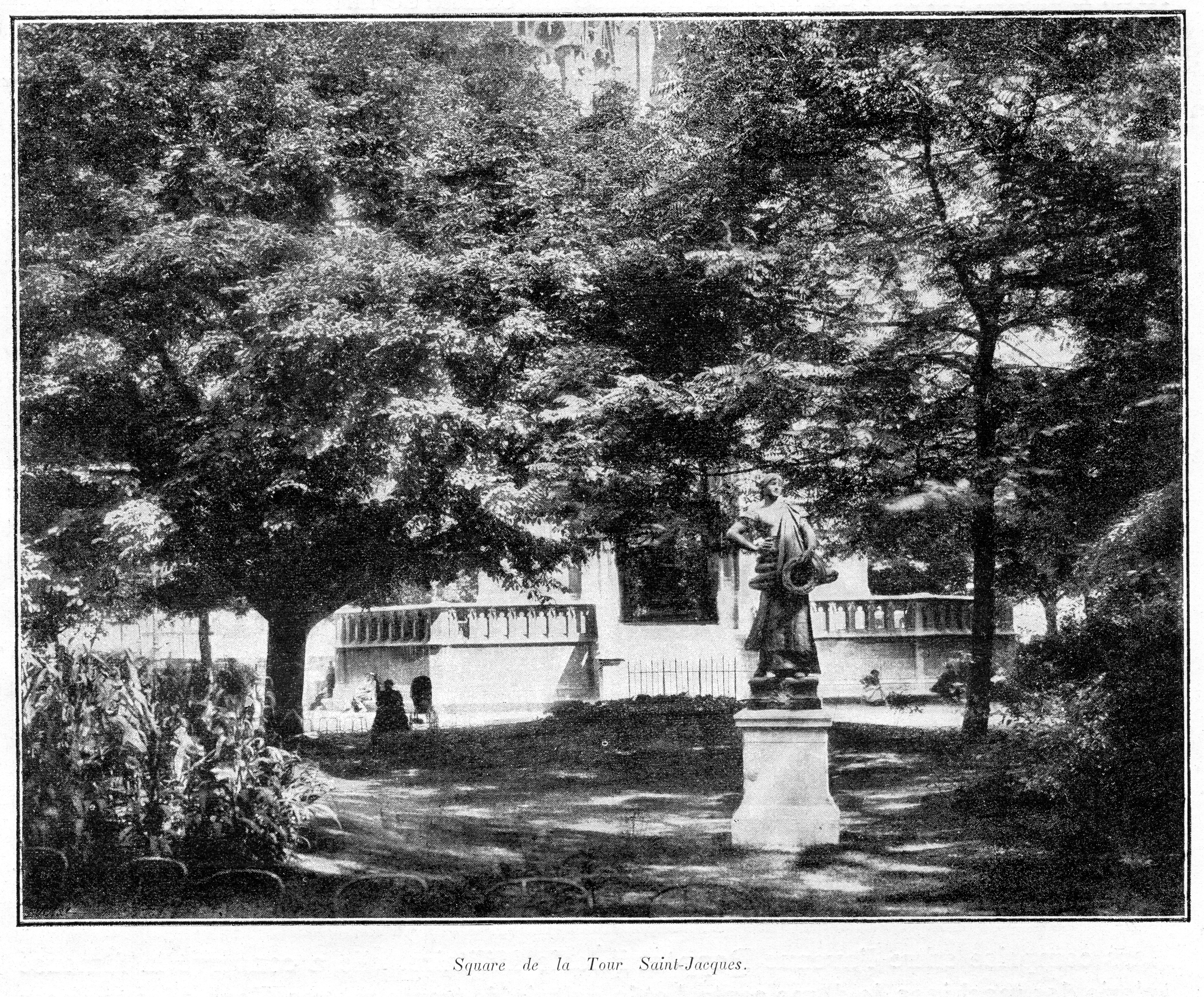
Photo de Clément Maurice (1897).